# カムイ (列車)

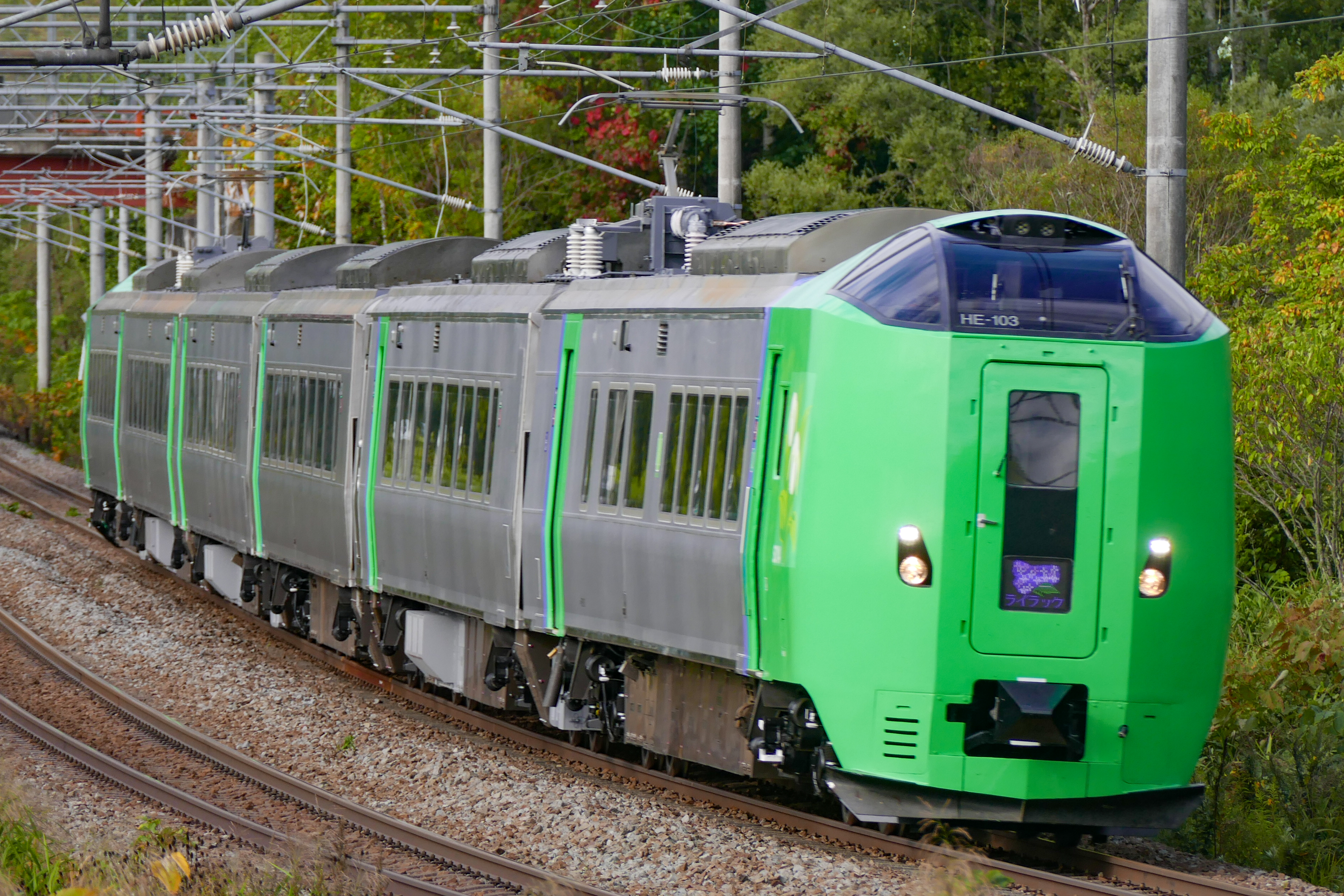
特急「ライラック」
（2021年9月24日 納内駅 - 近文駅間）

カムイは、北海道旅客鉄道（JR北海道）が札幌駅 - 旭川駅間を函館本線経由で運転する特別急行列車である。
本項では、区間が同一で車両編成が異なるライラックのほか、これら以前に道央の都市間を結んでいた優等列車の沿革についても記述する。

## 概要
「カムイ」「ライラック」共に札幌駅 - 旭川駅を最高速度120 km/h で結び、早朝の一部列車を除いて札幌駅 - 旭川駅間 (136.8 km) の所要時分は1時間25分、表定速度は96.6 km/h と、日本の在来線特急の中ではトップレベルの速さを誇る。
2017年（平成29年）3月4日のダイヤ改正より「カムイ」「ライラック」の2愛称を運転する現行の体制で運行されている。2愛称間の違いは、使用車両と車内設備であり、789系0番台電車（6両編成・半室グリーン車連結）を使用する列車が「ライラック」、789系1000番台電車（5両編成・普通車のみ、ただし指定席がuシート）で運転される列車が「カムイ」として運転されている。
札幌市 - 旭川市を結ぶ公共交通機関としては北海道中央バスなどが運行する高速バス「高速あさひかわ号」と競合し、JR北海道もSきっぷなどの格安な割引切符を発売するなどしている。

### 列車名の由来
「カムイ」はアイヌ民族の信仰において、神格を有する崇高な霊的存在であるカムイ（kamuy）に由来し、前身の「スーパーカムイ」から「スーパー」を外し現在の名称となった。「スーパーカムイ」の名称は789系1000番台投入時に一般愛称公募で決定したもので、「スーパーカムイ」と「カムイ」で得票数1位（582票）と2位（460票、以上いずれも漢字・ひらがな・カタカナ合計）を獲得し、以前に同区間を走っていた急行列車で「かむい」の名称が使われ馴染みがあることや、旭川市郊外の渓谷、神居古潭（kamuy-kotan：アイヌ語で「カムイの住む村」の意）から旭川をイメージしやすい愛称として選ばれている。
「ライラック」は札幌市の市木とされている、植物のライラックに由来する。この愛称は「スーパーカムイ」登場まで運行された特急列車（後述）に用いられた愛称であった。

## 運行概況
| 旭川駅で同一ホームで連絡する「大雪」と「ライラック」 |  | 旭川駅で同一ホームで連絡する「サロベツ」と「ライラック」 |
| 旭川駅で同一ホームで連絡する「大雪」と「ライラック」 |  | 旭川駅で同一ホームで連絡する「サロベツ」と「ライラック」 |

2024年（令和6年）3月16日時点、「カムイ」「ライラック」合わせて札幌駅 - 旭川駅間で1日23往復運転されている。ただし、2021年（令和3年）3月13日のダイヤ改正より、「カムイ」（2往復）が土休日（お盆や年末年始などを含む）のみの運転に変更されている。なお、2愛称は交互に運転されるのではなく、旭川駅で後述する特急「大雪」「サロベツ」に接続する列車や、その他多客が予想される列車を、座席数が多くグリーン席の設定のある「ライラック」としている。
札幌駅 - 旭川駅間は、「カムイ」「ライラック」のほか、石北本線直通の特急「オホーツク」（2往復）、宗谷本線直通の特急「宗谷」（1往復）と併せて、特急列車を原則毎時2本（日中の一部時間帯と早朝・夜間は1本）運行し、札幌駅を08:00、旭川駅を08:30に発車する列車以降、それぞれの始発駅の発車時刻は原則00分・30分に統一され（毎時1本の時間帯は00分発のみ運転）、停車各駅に毎時同時刻に発着するパターンダイヤを組む。
また、「オホーツク」「宗谷」が運転されない日中の「ライラック」のうち4往復は、旭川駅にて稚内駅発着の特急「サロベツ」2往復、および網走駅発着の特急「大雪」2往復と同一ホームで接続している。
2015年（平成27年）12月から2016年（平成28年）6月までの間、火災事故があった嵐山トンネル内で減速運転を行っていた。その影響で、1 - 2分の遅れが発生していた。通常時においても、特に冬期間は悪天候などによる減速運転が行われる影響で定時より数分程度の遅れが生じることがある。

### 停車駅（「カムイ」「ライラック」共通）
札幌駅 - 岩見沢駅 - 美唄駅 - 砂川駅 - 滝川駅 - 深川駅 - 旭川駅
- 同区間を走行する「宗谷」「オホーツク」は、一部の列車が美唄駅・砂川駅を通過する。

### 使用車両・編成
「カムイ」「ライラック」ともに札幌運転所に所属する789系特急形電車が使用されているが、前述のように愛称ごとに使用車両（番台）・編成内容が異なる。全列車が禁煙（喫煙ルームなし）。 
- 789系1000番台電車
特急「カムイ」に充当。2007年（平成19年）10月1日のエル特急「スーパーカムイ」登場時に導入された車両で、2017年（平成29年）3月3日までは編成内容がほぼ同一の785系電車との共通運用が組まれていた。
グリーン席なし、普通車のみの5両編成で、1・2号車が自由席、3・5号車が指定席、4号車は他の車両よりグレードの高い内装とした指定席「uシート」である[資料 2]。
- 789系0番台電車
特急「ライラック」に充当。元々は津軽海峡線の特急「スーパー白鳥」に使用され、2016年（平成28年）3月26日の北海道新幹線（新青森駅 - 新函館北斗駅間）開業に伴い、札幌都市圏へ転用された。先頭車両の外装には編成ごとに札幌・空知・上川・旭川・宗谷・オホーツク各地方の観光素材をデザインしたラッピングが施されている[資料 7]。
6両編成であり、1号車の旭川方半室がグリーン車指定席とされている。その他は普通車であり、1号車の札幌方半室と2 - 4号車が指定席、5・6号車が自由席となる。普通車は指定席・自由席とも内装は同一であり、1号車のみ座席種別に関わらず充電用コンセントが窓側に設置されている。

## 臨時列車
以下の臨時列車が設定されている。

### ライラック91号・97号

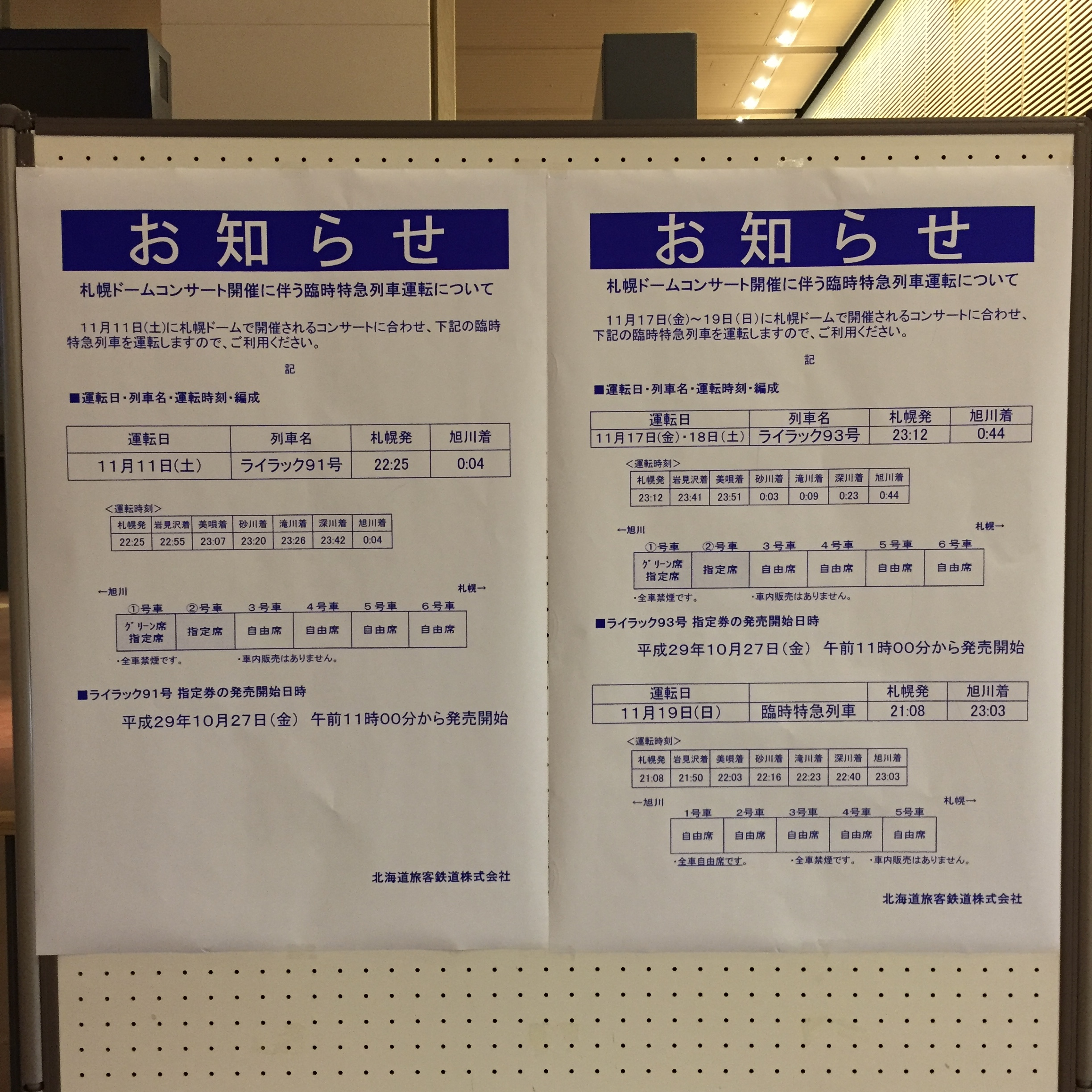
臨時「ライラック」の運転スケジュール
（旭川駅、2017年11月）

札幌ドーム（札幌市）でのコンサート等の大規模イベントが行われる際の観客輸送を目的として札幌駅発22時台（91号）・23時台（97号）に運行される臨時特急。「スーパーカムイ」時代の2014年以降運行されていた「スーパーカムイ71号・81号」を引き継いだもので、2014年はSMAP、松田聖子、安室奈美恵など、2015年はサザンオールスターズ、関ジャニ∞、EXILEなどのコンサートにあわせて運行された。
20時・21時台のコンサート終了から終電の間までの数時間に殺到する帰宅乗客を輸送するため下りのみ。コンサートの観客動員数や開催日程により1本運行になるか2本運行になるかに変動があり、2019年時点ではコンサートの開催時間により91号・97号のどちらかだけが運行される。コンサート観客だけではなく、一般の乗客も乗車可能。
使用車両は789系0番台（「スーパーカムイ71号・81号」時代は789系1000番台・785系・キハ183系などが用いられた）。1号車の一部はグリーン席、1号車の一部と2号車は指定席となる。
停車駅
札幌駅 - 岩見沢駅 - 美唄駅 - 砂川駅 - 滝川駅 - 深川駅 - 旭川駅

### ライラック旭山動物園号
2017年夏季以降、後述する「旭山動物園号」の後継として、「ライラック5・38号」（1往復）を運休扱いの上、特急「ライラック旭山動物園号」を運転する場合がある。使用車両・ダイヤは通常の「ライラック」と同一であるが、1号車のグリーン席を発売せず、記念撮影スペースとし、着ぐるみで動物に扮したスタッフとの記念撮影が岩見沢駅～深川駅間の車内で行われる。旭山動物園内には「旭山動物園号ひろば」が設けられている。
沿革
- 2017年（平成29年）7月1日：8月27日までの土休日、「ライラック旭山動物園号」運転開始[資料 8]。
- 2020年（令和2年）
  - 4月28日：6月中に運転が計画されていたが、新型コロナウイルス感染拡大のため運転を取りやめると発表[資料 10]。
  - 5月22日：7月 - 9月の期間に運転が計画されていたが、新型コロナウイルス感染拡大のため運転を取りやめると発表[資料 11]。
- 2021年（令和3年）
  - 5月15日：新型コロナウイルス感染拡大防止のため、車内サービスを見合わせ[資料 12]。

- - 7月11日：当初8月29日までの運転が計画されていたが、利用減少のためこの日をもって運転を終了し、通常の「ライラック」の運転に変更[資料 13]。
- 2022年（令和4年）3月12日：ダイヤ改正に伴い、上り列車と同時刻の運転である「ライラック38号」が臨時列車に変更される[資料 14]。

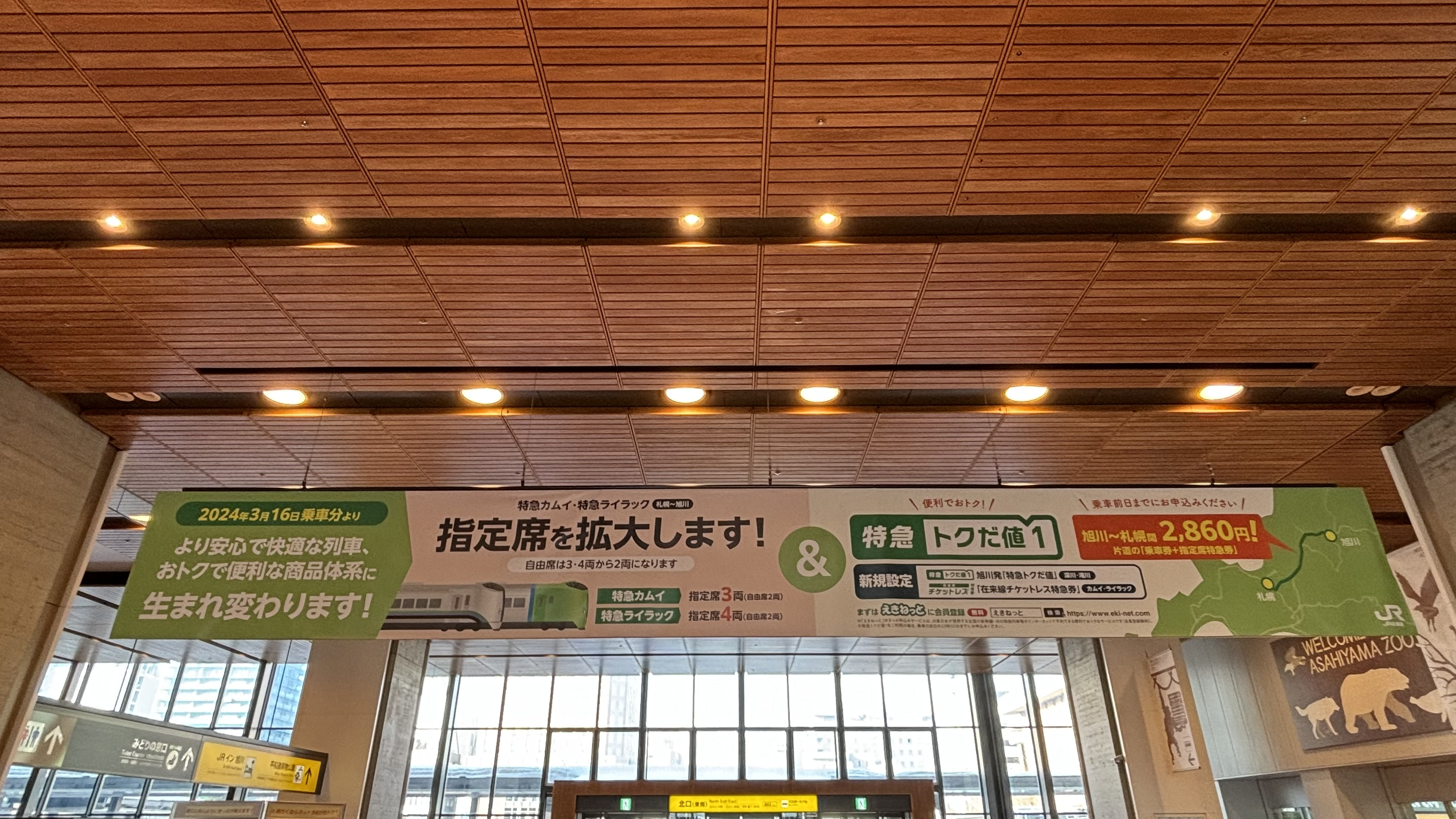
「カムイ」「ライラック」の指定席拡大を告知する横断幕
（旭川駅、2024年3月）

- 2024年（令和6年）3月16日：ダイヤ改正に伴い、ライラック、カムイともに指定席の両数が増える。

### フラノラベンダーエクスプレス
1999年（平成11年）6月11日から運転を開始した臨時特急列車。滝川駅から根室本線を経由し、札幌駅 - 富良野駅間を2時間で結ぶ臨時特急列車として運行されている。ラベンダーの見頃である夏季に運行される。前年まで運行されていた臨時特急「リゾート田園休暇ふらの」（札幌駅 - 富良野駅間）2往復と臨時特急「ラベンダーエクスプレス」（新千歳空港駅・札幌駅 - 富良野駅間）を統合する形で誕生した。
2013年（平成25年）までは1日最大3往復設定されていたが、翌年からは2往復となり、2020年（令和2年）からは1往復となっている。

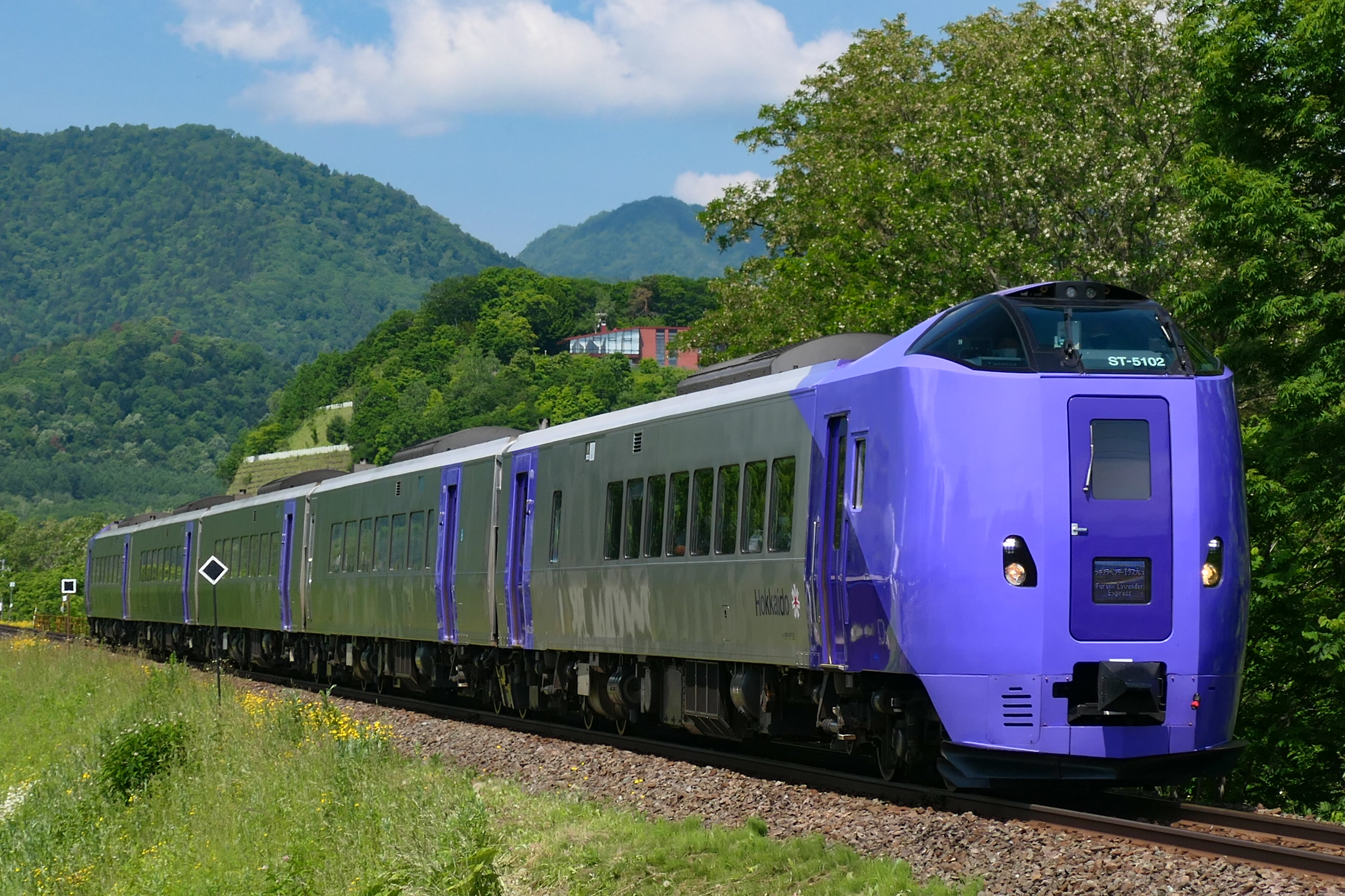
フラノラベンダーエクスプレスで使用されるキハ261系5000番台「ラベンダー編成」（2022年6月 野花南駅 - 富良野駅間）

使用車両
2021年（令和3年）以降はキハ261系5000番台「ラベンダー編成」での運行となる。
2020年（令和2年）までの使用車両はキハ183系気動車であった。2020年（令和2年）は「ノースレインボーエクスプレス」車両で運行されたが、かつては「クリスタルエクスプレス」「ニセコエクスプレス」「旭山動物園号」車両でも運行された。車両点検の影響や混雑緩和を目的に「旭山動物園号」やキハ183系一般車両など、他の車両で運転されたこともある。
車内サービス
1999年（平成11年）時点では7月からの観光シーズンに、2015年（平成27年）時点では、6月 - 8月に運転される2・3号で、客室乗務員が3号車カウンターにてオリジナルグッズや沿線スイーツを販売していた。その後、JR北海道は客室乗務員による車内販売を全廃したことから、同列車での車内販売も2018年（平成30年）8月19日をもって終了した。また、2014年（平成26年）まで車内には全席にイヤホンが備え付けられ、座席でラジオ・ミュージックを聞けるサービスを行っていた。
沿革
- 1999年（平成11年）6月11日：臨時特急「フラノラベンダーエクスプレス」運転開始。
- 2004年（平成16年）7月5日 - 8日：特急「ふらの」として、リゾート編成の代替車両で運転。
- 2011年（平成23年）
  - 7月12日・13日：「ノースレインボーエクスプレス」車両の窓ガラスにヒビが発見され、充当予定だった3・4号が「旭山動物園号」編成で代走。
  - 7月25日：「クリスタルエクスプレス」車両の窓ガラスにヒビが発見され、充当予定だった2・6号が「ニセコエクスプレス」車両で代走。
  - 7月26日：7月25日と同様の理由により、2・6号がキハ183系一般車両で代走。

- 2012年（平成24年）7月8日・9日：7月6日に「ノースレインボーエクスプレス」車両に速度計の不具合が発生したため、3・4号が「ニセコエクスプレス」車両で代走。
- 2013年（平成25年）8月12日 - 31日：特急「北斗」出火事故の影響により、「ニセコエクスプレス」車両で運行予定だった3・4号を「クリスタルエクスプレス」車両での運行に変更。
- 2014年（平成26年）
  - 7月9日：「ノースレインボーエクスプレス」車両の自動ドアに不具合が発生したため、2・3号がキハ183系一般車両で代走。
  - 7月31日：「ノースレインボーエクスプレス」車両の空調や照明設備に不具合が発生したため、2・3号がキハ183系一般車両で代走。
  - 8月5日・7日：混雑緩和のため、より座席数の多いキハ183系一般車両で運転。
  - 8月8日 - 31日：混雑緩和のため、より座席数の多い「ノースレインボーエクスプレス」車両で運転。
  - この年から最大2往復の運転となる。この年をもって座席でのラジオ・ミュージックを聞けるサービスを終了。

- 2015年（平成27年）7月18日 - 20日：混雑緩和のため、より座席数の多いキハ183系一般車両で運転。
- 2016年（平成28年）7月2日 - 31日：1・4号がキハ183系「旭山動物園号」編成で運転される。
- 2017年（平成29年）
  - 7月8日 - 15日：キハ261系の車輪に傷が発生した影響で、2・3号がキハ183系一般車両で代走。
  - 9月2日・3日：「クリスタルエクスプレス」車両の窓に傷が発生したため、3・4号が「旭山動物園号」編成で代走。

- 2018年（平成30年）8月19日：この日をもって車内販売を終了。
- 2019年（令和元年）
  - 7月6日：オリジナルヘッドカバーの取り付けを実施。
  - 8月24日・25日：「クリスタルエクスプレス」車両に不具合が発生したため、3・4号が「ノースレインボーエクスプレス」車両で代走。
  - 9月23日：この日をもって「クリスタルエクスプレス」車両での運行を終了。

- 2020年（令和2年）
  - 6月13日：運転開始が予定されていたが、新型コロナウイルス感染拡大の影響により、7月17日までの全列車が運休。
  - 7月18日：運転開始。「ノースレインボーエクスプレス」車両による1往復のみ運転。

- 2021年（令和3年）
  - 6月19日：運転開始が予定されていたが、新型コロナウイルス感染拡大の影響により、7月9日までの全列車が運休。
  - 7月10日：運転開始。土休日のみの運転に変更。キハ261系5000番台「ラベンダー編成」による運転を実施。号数が設定されなくなる。

- 2022年（令和4年）
  - 6月11日：運転開始。前年に引き続きキハ261系5000番台「ラベンダー編成」にて運転される。

停車駅
札幌駅 - 岩見沢駅 - 滝川駅 - 芦別駅 - 富良野駅

### 臨時特急ふらの
2024（令和6）年4月1日の根室本線富良野 - 新得間廃止を前に、同年3月30日・31日に札幌-富良野間で運行された臨時列車。
使用車両
キハ261系5000番台「はまなす」編成（全車指定席）
停車駅
札幌駅 - 滝川駅 - 富良野駅

### フラノ紅葉エクスプレス
かつて「フラノラベンダーエクスプレス」と同じ停車駅で、毎年9月・10月の紅葉シーズンの土休日に運行されていた。
キハ183系気動車で運転される。2012年（平成24年）まではニセコエクスプレス車両で運転された。2013年（平成25年）はニセコエクスプレス車両での運転が計画されていたが、同年7月6日に発生した特急北斗14号のエンジン出火事故による車両繰りのため、同年以降全ての列車がクリスタルエクスプレス車両での運行に変更された。
2015年（平成27年）10月12日の運行を最後に設定されていない。
停車駅
札幌駅 - 岩見沢駅 - 滝川駅 - 芦別駅 - 富良野駅

### フラノスキーエクスプレス
かつて、冬季の富良野へのスキー客・観光客を運ぶ特急列車として、12月 - 翌年3月までの毎日、新千歳空港駅 - 札幌駅 - 富良野駅間を2往復運行していた。
2001年（平成13年）時点ではキハ183系クリスタルエクスプレス車両で運転されていた。
停車駅
新千歳空港駅 - 札幌駅 - 苗穂駅 - 岩見沢駅 - 滝川駅 - 赤平駅 - 芦別駅 - 富良野駅
- 2001年（平成13年）12月時点の停車駅。
- 新千歳空港駅 - 札幌駅間の走行は2号・3号のみ。
- 3号は苗穂駅を通過。

## 函館本線都市間連絡優等列車概説

### あかしや・アカシヤ
列車名は沿線地域の街路樹などに広く輸入され、地域の象徴の一つとなっている植物のニセアカシア（一般にアカシアと呼ばれる）が由来となっている。

### 急行「かむい」「そらち」
列車名の由来は、「かむい」がアイヌ語で崇高な霊的存在を意味するカムイ、「そらち」が目的地である空知地方である。
急行「かむい」「そらち」（2代目）の停車駅
札幌駅 - 野幌駅 - 江別駅 - 岩見沢駅 - 美唄駅 - 奈井江駅 - 砂川駅 - 滝川駅 - 江部乙駅 - 妹背牛駅 - 深川駅 - 納内駅 - 旭川駅
- 列車および時期によって停車駅は異なる。
- 「そらち」は滝川駅から根室本線経由で富良野駅・新得駅発着とし、滝川駅より先では普通列車として運行していた。「かむい」には札幌駅 - 手稲駅・小樽駅間を普通列車として延長運転した列車が設定されていた。

### 「なよろ」「ましけ」
列車名は目的地である名寄市および増毛町が由来となっている。

### 急行「さちかぜ」
1971年（昭和46年）7月1日のダイヤ改正で、急行「かむい」の1往復を改称する形で運転を開始した。運転区間は小樽駅 - 旭川駅間で、札幌駅 - 旭川駅間は無停車、快速列車として運行した小樽駅 - 札幌駅間の途中停車駅は南小樽駅・手稲駅・琴似駅のみであった。
上りが旭川発7時00分、下りが札幌発18時00分のビジネスダイヤで設定され、この区間の136.8 kmを1時間36分（下り）で運行した。その表定速度は国鉄の急行列車としては最速の85.5 km/hに達し、当時の特急列車に比肩する速度であった。この運転時分のままで最初の冬を越したが、翌1972年（昭和47年）には余裕を見込んで1時間37分（下り）、1973年（昭和48年）にはさらに1分伸びて1時間38分（下り）となり、これが廃止まで続いた。
1975年（昭和50年）7月18日のダイヤ改正で、エル特急「いしかり」に格上げされ、廃止された。
列車名はいわゆる抽象名であり、「幸福を運ぶ風」を意味する。なお、列車名として抽象名の風を用いるものは、設定当時には特急列車に用いられる事例が多く、実際に「さちかぜ」の名も1957年（昭和32年）から1958年（昭和33年）まで東京駅 - 長崎駅間の寝台特急列車に用いられたことがあった。このため、この列車の運行は特急形電車を登場させるための試金石とも言われた。「列車愛称」も参照。

### 特急「いしかり」
札幌駅 - 旭川駅間のエル特急「いしかり」は、1975年（昭和50年）7月18日のダイヤ改正で急行「かむい」および「さちかぜ」を特急に格上げする形で運転を開始した（7往復）。
列車名は、北海道中西部を流れる一級河川の石狩川が由来となっており、ヘッドマークが絵入りになった際は白地に川を表す青い線が大きく蛇行するデザインとなった。
北海道で最初に登場したエル特急であり、北海道における他の特急列車が全列車座席指定だった時代に、普通車のみの6両、そのうち5両が自由席という編成で、異彩を放った。また、当時グリーン車の連結がない唯一の国鉄昼行特急でもあった。また、7往復のうち1往復は、それまでの急行「さちかぜ」を継承し、ノンストップ運転の設定となった。
この列車のために新製された485系1500番台は、国鉄特急形電車の標準となっていた485系に冬の北海道を想定した耐極寒・耐雪装備を加味した仕様で落成したものの、最初の冬から故障の頻出で定時運行に支障を来たしたため、1976年（昭和51年）の冬から1979年（昭和54年）春まで、計画運休による整備時間の捻出に加え、予備車確保の目的で中間1ユニットを抜いた4両編成で運転された。1978年11月に781系の試作車（900番台）6両編成1本が落成し、冬季試験の後、翌1979年（昭和54年）3月から「いしかり」として運用を開始し、485系の運用に余裕ができた。このため、その年から冬季の計画運休と減車は解消した。なお、485系は本来120 km/h運転が可能であるが、制動力の問題から道内の最高速度は100 km/hであった。
1980年（昭和55年）6月に781系の量産車6両編成3本（18両）が投入され、同月中に485系を完全に置き換えた。最高速度は485系と同様の100 km/hのままであった。
同年10月1日のダイヤ改正で「いしかり」はエル特急「ライラック」に変更され、廃止された。

### 特急「ライラック」
エル特急「ライラック」は、室蘭本線・千歳線室蘭駅 - 白石駅間の電化の完成と、千歳空港駅新設に伴う1980年（昭和55年）10月1日のダイヤ改正にて、従来の特急「いしかり」の運転区間を延長する形で、室蘭駅 - 札幌駅 - 旭川駅間で運転を開始した。運転開始当初の最高速度はブレーキの問題がまだ解決していないので100 km/hであった。
当初は9往復が運転されており、うち5往復が室蘭駅 - 旭川駅間直通、室蘭駅 - 札幌駅間および札幌駅 - 旭川駅間の区間列車が各2往復設定された。また、新設された千歳空港駅 - 札幌駅間を自由席特急料金込み800円で乗車できる特別企画乗車券「エアポートシャトルきっぷ」が発売され、この対象列車としてもPRされた。なお、1985年（昭和60年）3月14日からは室蘭駅 - 東室蘭駅間が普通列車となり、各駅に停車するようになった。
1984年（昭和59年）2月1日には急行「かむい」「なよろ」を統合する形で3往復増発され、札幌駅 - 旭川駅間が合計10往復となった。1986年（昭和61年）11月1日のダイヤ改正では、新たに苫小牧発着列車が設定された。1990年（平成2年）9月1日には急行「そらち」「狩勝」を、1998年（平成10年）4月11日には臨時特急「モーニングエクスプレス」をそれぞれ統合した。
1990年（平成2年）に「スーパーホワイトアロー」が運行開始した際は、札幌駅発最終列車、および旭川駅発始発列車の「ライラック」1往復にも130 km/h運転が可能な785系6両編成が充当され、札幌駅 - 旭川駅間を1時間23分で運行した。
1992年（平成4年）7月1日のダイヤ改正では新千歳空港駅開業に伴い、室蘭駅 - 札幌駅間をエル特急「すずらん」として分離し、「ライラック」は札幌駅 - 旭川駅間の14往復に変更された。このうち、データイムの10往復が快速「エアポート」として新千歳空港駅 - 札幌駅間に直通する体系となった。2002年（平成14年）3月16日のダイヤ改正では、新千歳空港駅へ乗り入れる列車が「スーパーホワイトアロー」に変更され、「ライラック」は札幌駅 - 旭川駅間のみの運転となった。
2007年（平成19年）10月1日に「スーパーホワイトアロー」とともにエル特急「スーパーカムイ」に統合され、廃止された。
廃止時点では、札幌駅 - 旭川駅間に1日11往復が運転されていた。停車駅は、現行の特急「カムイ」「ライラック」と同一であった。

### 特急「ホワイトアロー」「スーパーホワイトアロー」
エル特急「ホワイトアロー」は1986年（昭和61年）3月3日に千歳空港駅（現在の南千歳駅）・札幌駅 - 旭川駅間で運転を開始した。当初は千歳空港駅 - 札幌駅間に1往復、千歳空港駅 - 札幌駅 - 旭川駅間に1往復、札幌駅 - 旭川駅間に1往復の計3往復だった。千歳空港駅 - 旭川駅間の2・3号の途中停車駅は札幌駅のみ、その他は途中無停車であった。北海道内の列車が初めて120 km/h運転を行なったのもこの時であった。1986年（昭和61年）11月1日にはエル特急に指定され、大半の列車が苫小牧発着となった。途中の停車駅は千歳空港駅・札幌駅のみとされた。
道央自動車道を20分間隔で40往復も運転される高速バス「あさひかわ号」への対抗策として、1990年（平成2年）9月1日には785系電車が導入され、最高運転速度の引き上げによるさらなる速達性や、時刻表いらずの「ライラック」とともに30分間隔のラウンドダイヤの実施や、居住性・快適性の向上を実現した。同時に、列車名が「スーパーホワイトアロー」に、運転区間が札幌駅 - 旭川駅間にそれぞれ変更された（13往復）。2007年（平成19年）10月1日のダイヤ改正でエル特急「ライラック」とともに「スーパーカムイ」に統合され、廃止された。
廃止時点では、札幌駅 - 旭川駅間に1日17往復が運転され、朝晩を除く11往復は札幌駅から快速「エアポート」として新千歳空港駅まで直通運転を行っていた。停車駅は現在の「カムイ」・「ライラック」と同一であった。
列車名は、「白い矢」を意味する英語「ホワイトアロー (White Arrow)」が由来で、ノンストップ・直行便を示す矢を意味する英語の「Arrow」と雪の白色を表す「White」を組み合わせた造語である。「スーパーホワイトアロー」は特急列車の名称としてスーパーを冠した道内最初の例となった。

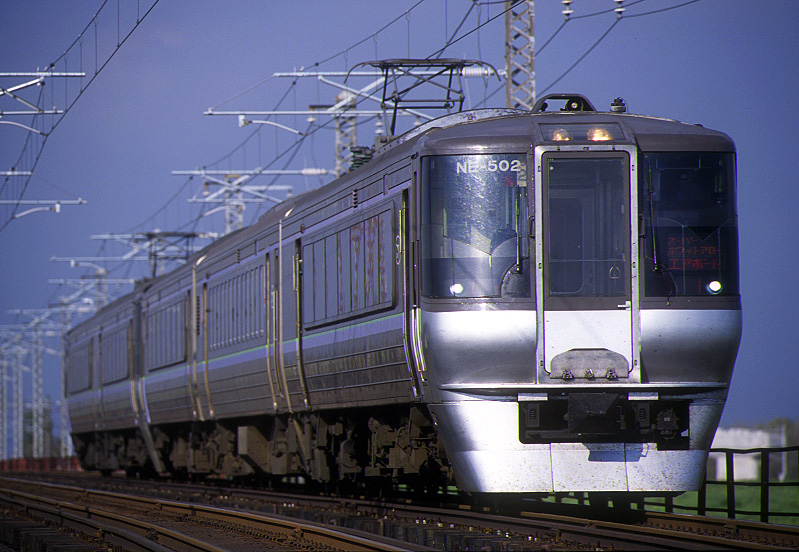
スーパーホワイトアロー （2002年10月4日 江別駅 - 豊幌駅間）
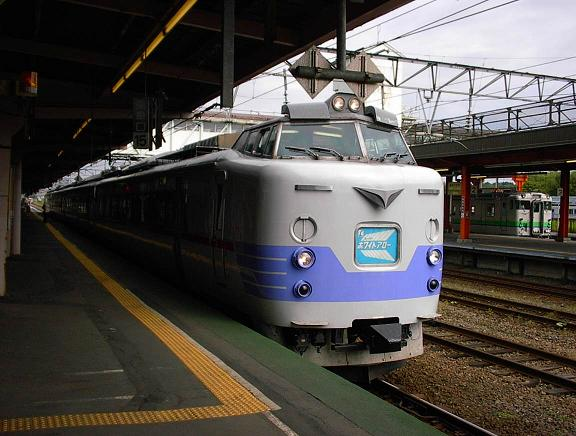
781系の代走による「スーパーホワイトアロー」 （2004年6月 旭川駅）

### モーニングエクスプレス
1990年（平成2年）10月1日から、月曜日限定で札幌駅 - 旭川駅間を運行する臨時特急として運行開始。月曜朝の運行であることから、いわゆるビジネス客を主なターゲットとしていた。1994年（平成6年）3月1日から季節列車となり、1998年（平成10年）4月11日に「ライラック」に統合されて廃止された。
車両は基本的に785系電車2両編成だが、予想以上に利用客が多かったためか781系電車4両編成が充当されることが多かった。また正面の愛称表示や行先表示は「ライラック」のままだった。
停車駅
札幌駅 - 岩見沢駅 - 滝川駅 - 深川駅 - 旭川駅

### 特急「スーパーカムイ」
エル特急「スーパーカムイ」は、2007年（平成19年）10月1日のダイヤ改正で789系1000番台電車が導入され、781系電車が営業運転を終了することに伴い、札幌駅 - 旭川駅間を並行して運転されていたエル特急「ライラック」と「スーパーホワイトアロー」の2列車を統合する形で運転を開始した。
「スーパーホワイトアロー」から引き続き、新千歳空港駅 - 札幌駅間の快速「エアポート」への直通運転を行っていたが、冬季間における千歳線への遅延波及を防止するなどの理由から2016年（平成28年）3月26日のダイヤ改正で取り止めとなった。
車両は789系1000番台と、従来「スーパーホワイトアロー」に使用されていた785系電車との共通運用で運転された。両者とも普通車のみの5両編成で運転され、4号車が指定席「uシート」となっていた。
2017年（平成29年）3月4日のダイヤ改正で、特急「カムイ」と「ライラック」に再編される形で廃止された。
列車名の由来は、先述の「カムイ」に、高速対応特急車両を表す「スーパー」を冠したものである。
前述のとおり、2014年頃から札幌ドーム（札幌市）でのコンサート等の大規模イベントが行われる際の観客輸送を目的として「スーパーカムイ71号・81号」が運行されていた。
停車駅
札幌駅 - 岩見沢駅 - 美唄駅 - 砂川駅 - 滝川駅 - 深川駅 - 旭川駅

### 旭山動物園号

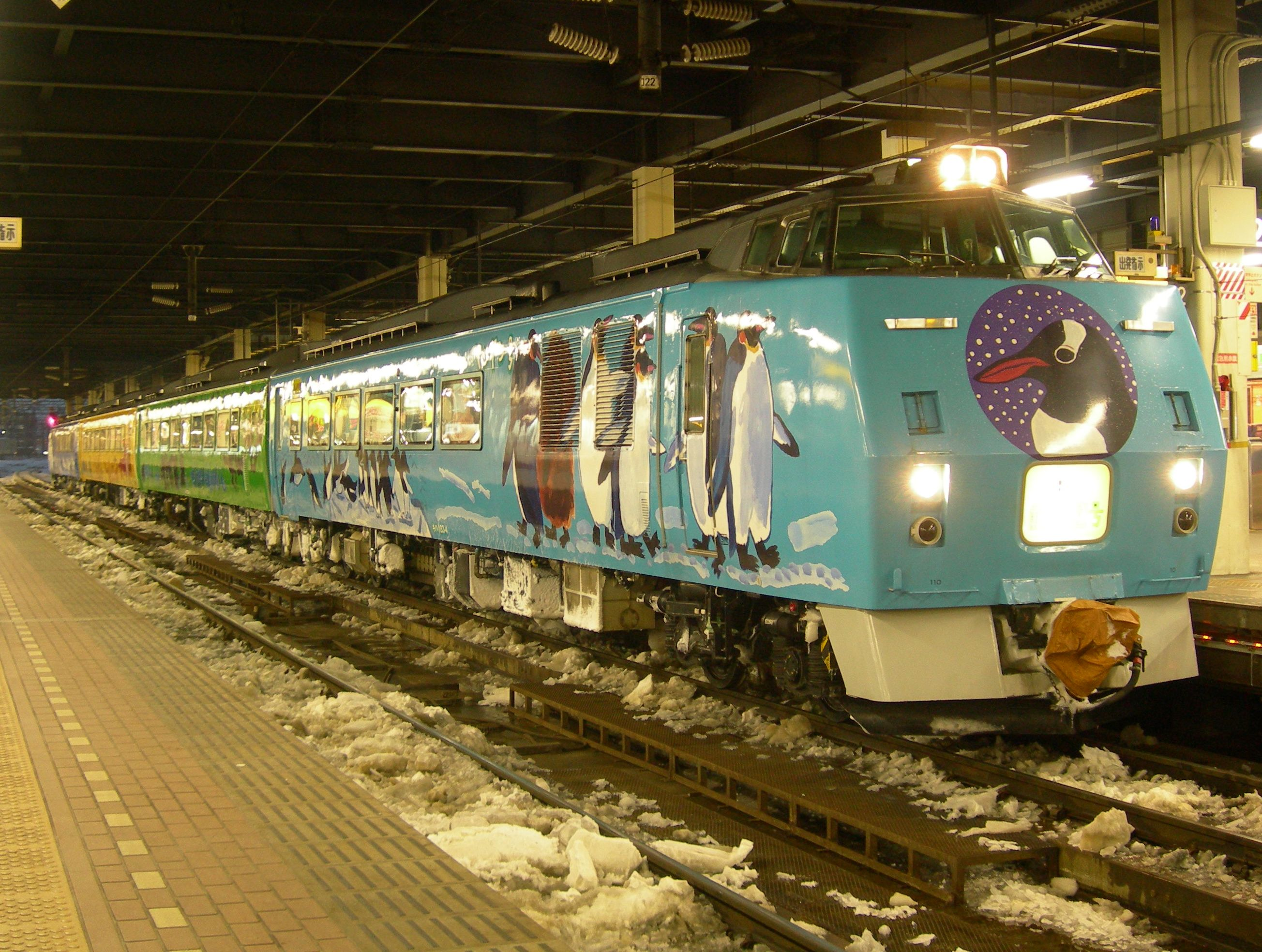
専用気動車時代の臨時特急「旭山動物園号」
塗色は初代のもの

行動展示などで注目を集め入場者数を増やしていた、旭川市の旭山動物園へのアクセス輸送を目的とした臨時特急である。JR北海道の会社設立20周年も記念したものであった。
キハ183系の専用編成を用い、2007年（平成19年）4月28日から札幌駅 - 旭川駅間で運転開始した。土曜日・休日および夏休み・冬休みなどの繁忙期に運転された。全車指定席であり、所要時間は下り列車が1時間37分、上り列車が1時間41分。途中停車駅は岩見沢駅・滝川駅のみ（2010年12月現在）。
2016年10月10日の運転を最後に、役割を「ライラック旭山動物園号」に譲った。2018年（平成30年）3月24・25日にさよなら運転を行い、運行は終了した。
停車駅
札幌駅 - 岩見沢駅 - 滝川駅 - 旭川駅
| 号車  | 車両       | 初代デザイン     | 2代目デザイン      |
| ----- | ---------- | ---------------- | ------------------ |
| 1号車 | キハ183-3  | ホッキョクグマ号 | 草原のサバンナ号   |
| 2号車 | キハ182-46 | オオカミ号       | 熱帯のジャングル号 |
| 3号車 | キハ182-47 | ライオン号       | 北海道の大地号     |
| 4号車 | キハ182-48 | チンパンジー号   | 鳥たちの大空号     |
| 5号車 | キハ183-4  | ペンギン号       | 極寒の銀世界号     |

使用車両・編成
専用のラッピングが施されたキハ183系0番台気動車（苗穂運転所所属）を使用する。車両の内外装には、絵本作家のあべ弘士がデザインしたイラストが描かれており、車両ごとにモチーフとなる動物は異なる。運行開始当初は4両編成だったが、後にキハ182-46が追加されて5両編成となった。ただし、以降も特定期間は2 - 4号車のいずれかを脱した4両編成で運転されることがある。
1号車は全室フリースペースの「モグモグコーナー」であり、かつて「おおぞら」の一部列車に連結されていた「チャイルドサロン」を改装したものである。一部の座席は記念撮影用のフリースペースとして動物を再現した繊維カバーを座席に被せた「ハグハグチェア」とされている。
沿革
- 2007年（平成19年）4月28日：臨時特急「旭山動物園号」が運転開始。
- 2009年（平成21年）
  - 5月 - 6月：2号車を減車した4両編成で運転。
  - 11月3日 - 11月15日：3号車を減車した4両編成で運転。

- 2013年（平成25年）
  - 2月6日：走行時の音が大きいことから車両メンテナンスを実施することになったため、1号車と5号車をキハ183系気動車（一般車両）に変更して運転。同日のみの予定だったが、復旧作業に時間を要したため翌7日まで延長となった。
  - 4月：初代デザインでの運転を終了。
  - 7月：全車両の内外装が2代目デザインにリニューアルされ、運転を開始。

- 2016年（平成28年）
  - 3月19日：車両メンテナンスの都合により、同日から3月27日までの運転では3号車「北海道の大地号」を減車した4両編成で運転。なお、同年5月20日の夏季臨時列車の発表では、後述の2016年（平成28年）7月における「フラノラベンダーエクスプレス」1・4号の運転のために運行設定が決定しておらず、同年7月19日にようやく9 - 10月期の運行設定が発表された。
  - 3月26日：ダイヤ改正に伴い運転時刻が変更され、旭川発の時刻が早まる。
  - 9月 - 10月：5両編成に戻る。

- 2018年（平成30年）3月24・25日：両日の運転を最後に、運行終了。

### 過去の列車における使用車両
- 485系1500番台電車：1975年（昭和50年）7月18日 - 1980年（昭和55年）6月
エル特急「いしかり」で使用された。普通車のみの6両編成で、2号車が指定席、1号車と3 - 6号車が自由席であった。
元々は本州向けの485系電車を北海道向けに設計変更したものであり、北海道専用の特急形電車が登場するまでの、言わば「つなぎ」であった。そのため、冬季に入ると耐寒・耐雪性能の不備を次々と露呈し、不具合や故障が頻発した。次の冬からは、編成両数の4両への減車による予備車の確保と、日中1時間ヘッドから2時間ヘッドへの運転本数の半減による整備時間の確保という、「計画的間引き」による対策にまで追い込まれたが、なおもトラブルは完治せず、それまでの711系によって築かれた、冬季における国鉄への信頼を失墜させた。1979年（昭和54年）3月19日から781系電車が登場し、1980年（昭和55年）6月までに全て置き換えられた。

- 781系電車：1979年（昭和54年）3月19日 - 2007年（平成19年）9月30日
1979年（昭和54年）3月19日からエル特急「いしかり」で営業運転を開始し、1980年（昭和55年）6月までに順次485系1500番台を置き換えた。同年10月1日から2007年（平成19年）9月30日までエル特急「ライラック」（「いしかり」から改称）、1986年（昭和61年）3月6日から1990年（平成2年）8月31日までエル特急「ホワイトアロー」に充当された。
当初はすべて6両編成で運転され、座席種別・号車ともに485系1500番台と同じだった。1986年（昭和61年）3月6日には「ライラック」「ホワイトアロー」の一部列車が4両編成で運転されるようになり、同年11月1日からは「ライラック」「ホワイトアロー」の全列車が4両編成での運転となった。
4両編成の列車は、1986年（昭和61年）3月6日から1992年（平成4年）6月30日までは2号車の半室が指定席、2号車の半室と1・3・4号車が自由席だったが、1992年（平成4年）7月1日からは4号車の半室が指定席、1 - 3号車と4号車の半室が自由席とされた[注釈 11]。ただし、繁忙期には4両編成を2本連結した8両編成や、自由席2両を増結した6両編成で運転されることもあった。また、指定席については2001年（平成13年）以降に順次「uシート」に変更された。
また、785系に事故・トラブルが発生した場合は、代走として「スーパーホワイトアロー」の運用に入る場合もあった。この場合の表示幕は、従来の「ホワイトアロー」幕を基準とした意匠の上部に小さく「スーパー」を介した専用表示幕による運行であった。
- 785系電車：1990年（平成2年）9月1日 - 2017年（平成29年）3月3日
1990年（平成2年）9月1日から1998年（平成10年）4月10日までエル特急「ライラック」のうち1往復に、1990年（平成2年）9月1日から2007年（平成19年）9月30日までエル特急「スーパーホワイトアロー」に、2007年（平成19年）10月1日から2017年（平成29年）3月3日までエル特急「スーパーカムイ」にそれぞれ充当された。
「スーパーホワイトアロー」運行開始当初は、通常期は4両編成、早朝・夕方等のラッシュ時や繁忙期または団体予約がされた日に限り6両編成で運転を行っており、普通車指定席は編成中札幌寄り半室を原則として指定席として運用していた他は、シートカバーに「指定席」と刺繍されたものを被す事で自由席と区別していた。なお、増結編成を連結した6両編成時では1両全席を指定席扱いとすることもあり、この場合はシートカバー以外に車両に「指定席」のステッカーを貼って対応していた[注釈 12]。なお、「ライラック」の運用は旭川駅発の始発列車および札幌駅発の最終列車の1往復で、原則として6両編成が充当された。
2002年（平成14年）3月16日のダイヤ改正からは編成が組み換えられ、4号車が指定席「uシート」、1 - 3号車と5号車が自由席とされた。この編成は2007年（平成19年）10月1日から共通運用が組まれた789系1000番台電車と同一であった。

## 函館本線都市間連絡優等列車沿革

### 戦後運行の展開
- 1949年（昭和24年）9月15日：小樽駅 - 旭川駅間を運行する不定期準急列車2005・2006列車（以下「列車」を「レ」と略）が運行を開始する。
- 1950年（昭和25年）10月1日：2005・2006レの運行区間を名寄駅まで宗谷本線経由で延長。ただし、延長区間の旭川駅 - 名寄駅は普通列車扱い。
- 1951年（昭和26年）4月1日：2005・2006レを定期列車に昇格し、「石狩」（いしかり）の名称が与えられる。運行区間は小樽駅 - 名寄駅間。
- 1954年（昭和29年）5月1日：従来函館駅 - 小樽駅 - 札幌駅間を運行していた急行列車「あかしや」と「石狩」の小樽 - 札幌間が重複することから、「石狩」の札幌駅 - 旭川駅間を「あかしや」に編入し、「あかしや」の運行区間を函館駅- 小樽駅 - 旭川駅間とする。ただし、小樽駅 - 旭川駅間は準急列車とした。
- 1956年（昭和31年）11月19日：「あかしや」を「アカシヤ」に改名。

### 準急「かむい」・特急「おおぞら」の登場
- 1959年（昭和34年）9月22日：小樽駅 - 旭川駅・上芦別駅間（後者は根室本線経由）を運行する気動車準急列車「かむい」運転開始。また、気動車による準急列車「かむい」が設定されたことにより、「アカシヤ」は全区間で急行列車として運行される。
- 1960年（昭和35年）7月1日：「かむい」を札幌駅 - 旭川駅間で1往復増発し、2往復での運行となる。また当初運転されていた根室本線乗り入れ区間を富良野駅まで延長。
- 1961年（昭和36年）10月1日：サンロクトオのダイヤ改正に伴い、以下のように変更。
  - 北海道初の特急列車として室蘭本線・千歳線経由で函館駅 - 旭川駅間に「おおぞら」が運転を開始（以下は「おおぞら」の項目を参照）。
  - 「アカシヤ」を急行「オホーツク」に統合。
- 1962年（昭和37年）10月1日：「かむい」を札幌駅 - 旭川駅間で1往復増発。「かむい」は3往復体制とする。
- 1963年（昭和38年）12月1日：小樽駅 - 増毛駅間で運行されていた「ましけ」を「かむい」に編入。「かむい」が4往復体制となった。
- 1964年（昭和39年）
  - 3月20日：「かむい」の富良野駅発着編成を独立させ、新たに「そらち」の名称を与える。なお、「そらち」は新規に2往復増発したため、3往復体制となった。
  - 10月1日：「かむい」で名寄駅発着の1往復を増発し、4往復体制とした。また、「そらち」下り1本を廃止し、下り2本上り3本の運行となる。
- 1965年（昭和40年）10月1日：ダイヤ改正に伴い、以下のように変更する。
  - 「かむい」の増毛駅発着列車を分離し「ましけ」の名称を与える。以降は「留萌本線」の項を参照。
  - 「そらち」を2往復に削減。
  - 「かむい」は「そらち」の削減した1往復と合わせて6往復に増発。
- 1966年（昭和41年）
  - 3月5日：準急制度改変に伴い、「かむい」「そらち」が急行列車に昇格。
  - 3月25日：「かむい」の1往復を「なよろ」に分割。「かむい」は小樽駅・札幌駅 - 旭川駅間の5往復のみとなる。なお、「かむい」には根室本線内を普通列車として運行する列車が1往復設定されていた。
- 1968年（昭和43年）10月1日：函館本線小樽駅 - 滝川駅間交流電化に伴うヨンサントオのダイヤ改正により以下のように変更する。
  - 小樽駅 - 札幌駅 - 滝川駅間運転の「かむい」のうち、下り4号・上り3号（列車番号 801M・802M）に711系電車を使用。これが北海道での電車による優等列車の起源となる。気動車「かむい」は5往復体制であった。
  - 「そらち」の上り1本廃止。
- 1969年（昭和44年）10月1日：旭川駅までの電化区間の延伸に伴うダイヤ改正。
  - 「かむい」1往復を除き電車化、8往復に増発。
  - 電車運行の「かむい」は運転区間を旭川駅まで延長。札幌駅 - 旭川駅間運転の下り1・2・3・4・5号、上り1・4・5・7号（列車番号：801M・803M・805M・809M・811M・802M・808M・810M・816M）の4往復を新設。

### 「さちかぜ」の登場
- 1971年（昭和46年）7月1日：ダイヤ改正に伴い、以下のように変更。
  - 「かむい」の1往復を小樽駅 - 旭川駅間の「さちかぜ」に変更する。
  - 「そらち」の1往復が廃止され、小樽駅発富良野駅行きの下り列車のみとなる。
- 1972年（昭和47年）
  - 3月15日：ダイヤ改正に伴い、「かむい」を2往復増発し、10往復の運行となる。
  - 10月2日：「そらち」を廃止。

### エル特急「いしかり」の登場
- 1975年（昭和50年）7月18日[注釈 6]：急行「かむい」および「さちかぜ」に485系1500番台電車が導入されると同時に特急列車に格上げされ、エル特急「いしかり」として札幌駅 - 旭川駅間で運転開始（7往復）。また、「かむい」も気動車列車を含む7往復が存置され、「いしかり」の補完にあたる。
- 1979年（昭和54年）3月19日：北海道専用の極寒地向け仕様車である781系電車が落成する。「いしかり」は1980年（昭和55年）6月までに順次781系電車に置き換えられる。

### エル特急「ライラック」「ホワイトアロー」の登場

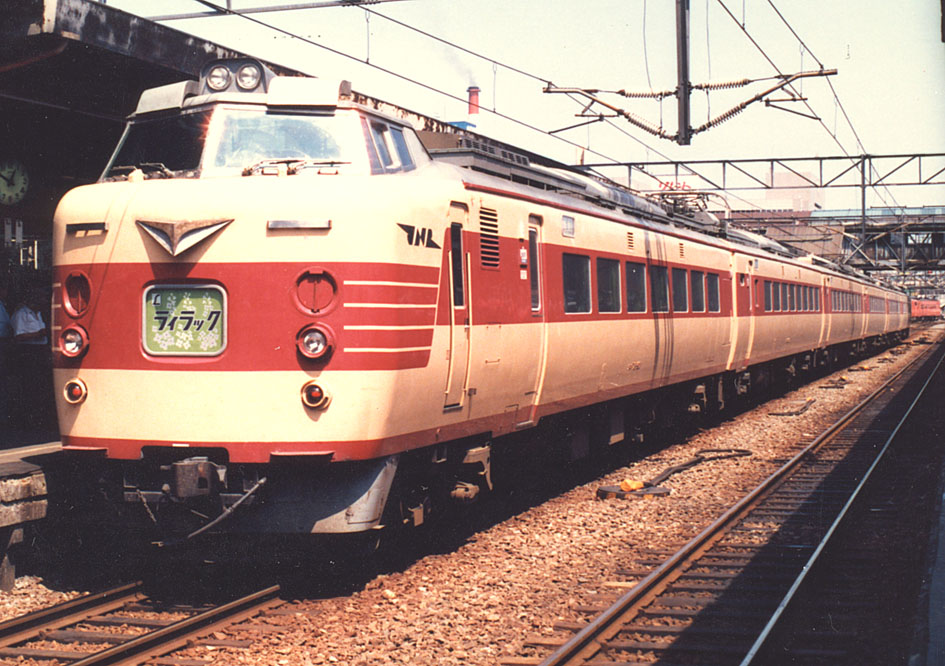
エル特急「ライラック」
（1986年 札幌駅）

- 1980年（昭和55年）10月1日：室蘭本線・千歳線室蘭駅 - 白石駅間の電化が完成。千歳空港駅（現在の南千歳駅）新設に伴うダイヤ改正により、以下のように変更する。
  - 「いしかり」の運行区間を延長し、室蘭駅 - 札幌駅 - 旭川駅間を運行するエル特急「ライラック」を新設。全9往復のうち室蘭駅 - 旭川駅間直通が5往復、室蘭駅 - 札幌駅間および札幌駅 - 旭川駅間の区間列車が各2往復とされた。これに伴い「いしかり」は廃止。
  - 急行「ましけ」が廃止。
- 1982年（昭和57年）11月15日：「ライラック」の停車駅に新札幌駅を追加。
- 1984年（昭和59年）2月1日：急行「かむい」「なよろ」を「ライラック」に格上げし、3往復増発。「ライラック」は札幌駅 - 旭川駅間で10往復運転、停車駅に美唄駅・砂川駅を追加。但し、両駅は千鳥停車。幌別駅・白老駅が全便停車に変更。上り1本の旭川駅−札幌駅のノンストップ便が廃止。
- 1985年（昭和60年）3月14日：「ライラック」の室蘭駅 - 東室蘭駅間が各駅停車に変更。美唄駅・砂川駅が全便停車に変更。

- 1986年（昭和61年）

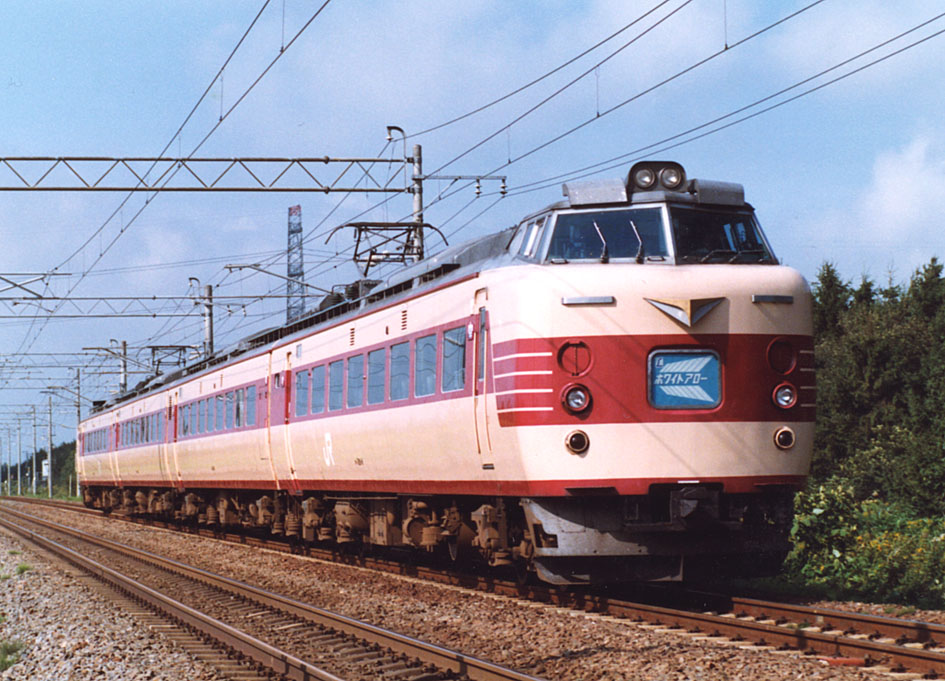
エル特急「ホワイトアロー」
（1990年 豊幌駅）

  - 3月3日：千歳空港駅 - 札幌駅 - 旭川駅間で「ホワイトアロー」が運転開始。千歳空港駅 - 札幌駅間に1往復、千歳空港駅 - 札幌駅 - 旭川駅間に1往復、札幌駅 - 旭川駅間に1往復の計3往復だった。同時に、「ライラック」・「ホワイトアロー」の一部列車を4両編成化。同時に道内向けの高速対応制輪子が完成したことが契機となり、地上設備および781系のブレーキを改良し、「ホワイトアロー」の千歳空港駅 - 札幌駅間で道内初となる120km/h運転を開始[22][13][注釈 13]。札幌駅 - 旭川駅間がノンストップの為、かつての急行「さちかぜ」を踏襲する形になる。
  - 11月1日：このときのダイヤ改正に伴い、以下のように変更。
    - 「ライラック」に苫小牧駅発着列車の設定がなされる。同時に「ホワイトアロー」の苫小牧駅 - 札幌駅 - 旭川駅間の全区間に120km/h運転を拡大[22][13]。また、東室蘭駅 - 幌別駅間の最高速度も従来の100km/hから120km/hに向上。
    - 「ライラック」・「ホワイトアロー」の全列車が4両編成化。これにより座席指定席は半室のみとなった。ただし、多客時には2編成連結の8両編成が充当されることもあった。
    - 「ホワイトアロー」は大半の列車を苫小牧駅発着とする。停車駅は千歳空港駅・札幌駅のみとした。
    - 「ホワイトアロー」がエル特急に指定される[17]。
    - 急行「かむい」の電車列車が廃止され、気動車列車1往復を「そらち」に分離。「そらち」の運行区間は札幌駅 - 富良野駅・新得駅間で、函館本線内のみ急行として運転。

### 国鉄分割民営化から「スーパーホワイトアロー」の登場
- 1987年（昭和62年）
  - 4月1日：国鉄分割民営化に伴い、北海道旅客鉄道（JR北海道）による運行となる。
  - 10月1日：「ホワイトアロー」の停車駅に岩見沢駅と滝川駅が追加[22]。これによる到達時分の増加は無かった。
- 1988年（昭和63年）
  - 3月13日：ダイヤ改正に伴い、以下のように変更。
    - 「ライラック」に千歳空港駅発着系統の設定がなされる。また、幌別駅 - 苫小牧駅間の最高速度が従来の100 km/hから120 km/hに向上。これにより東室蘭駅から旭川駅まで連続して120 km/h運転が可能になり、約10分の所要時間短縮が図られた[23]。
    - 旭川駅発着の「かむい」を「そらち」に編入。

  - 11月3日：札幌駅 - 旭川駅間の軌道改良が実施され、優等列車の速度向上を実施[24]。「ホワイトアロー」の停車駅に深川駅を追加、「ライラック」では2分の所要時間短縮が図られ1時間32分となる[24]。
- 1990年（平成2年）785系「スーパーホワイトアロー」（1990年9月 旭川駅）
旭川側に増結編成を加えた6両編成で運行された時のもの

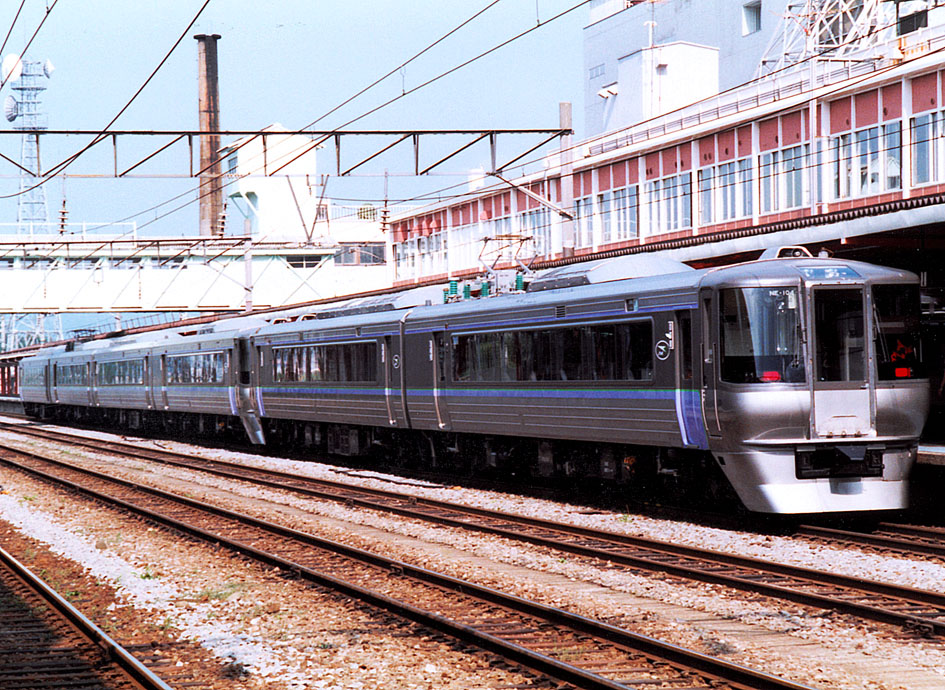
785系「スーパーホワイトアロー」（1990年9月 旭川駅）
旭川側に増結編成を加えた6両編成で運行された時のもの

  - 9月1日：ダイヤ改正に伴い、以下のように変更する。
    - エル特急「ホワイトアロー」に785系電車を導入し、「スーパーホワイトアロー」に名称を変更[記事 7]。運転区間も札幌駅 - 旭川駅間に統一し、最高速度を130 km/hとする[記事 7]。運行本数は13往復。
    - 急行「狩勝」・「そらち」を廃止しエル特急「ライラック」に編入。また、「ライラック」の1往復（旭川発の始発列車および札幌発の最終列車）に785系電車を導入。いずれも原則として6両編成で運転。

  - 10月1日：月曜日限定で札幌駅 - 旭川駅間を運行する臨時特急「モーニングエクスプレス」運行開始。
- 1992年（平成4年）7月1日：新千歳空港駅開業に伴い、以下のように変更する。
  - 旧「ライラック」の運転系統を新千歳空港駅・札幌駅 - 旭川駅間の新「ライラック」と、室蘭駅 - 札幌駅間の「すずらん」（新設）に分離。
  - 「ライラック」のうち10往復は、新千歳空港駅 - 札幌駅間を快速「エアポート」として運行。
  - この当時「ライラック」は14往復、「スーパーホワイトアロー」は13往復の運転であった。
- 1994年（平成6年）3月1日：月曜日運行の「モーニングエクスプレス」を季節列車に変更。
- 1998年（平成10年）4月11日：785系の「ライラック」が定期運用を終了。「モーニングエクスプレス」は「ライラック」に名称を変更する[記事 5]。これに伴い、「ライラック」は12往復、「スーパーホワイトアロー」は15往復となり「スーパーホワイトアロー」が運転本数上で逆転する。
- 2001年（平成13年）7月1日：「ライラック」の指定席として「uシート」を全列車に導入[資料 54]。
- 2002年（平成14年）
  - 3月16日：ダイヤ改正により次のように変更[資料 55]。
    - 新千歳空港駅発着系統を、それまで札幌駅 - 旭川駅間の運行であった「スーパーホワイトアロー」と入れ替え[15]。「ライラック」は札幌駅 - 旭川駅間のみの列車となる。
    - 「スーパーホワイトアロー」の編成を自由席車4両とuシート車1両の5両編成へ統一。「スーパーホワイトアロー」の停車駅に美唄駅・砂川駅を追加。

  - 12月1日：ダイヤ改正により、「ライラック」1往復を通勤客の多い時間帯に移動[資料 56]。
- 2004年（平成16年）3月13日：ダイヤ改正[25]。「ライラック」「スーパーホワイトアロー」が全車禁煙化[資料 57][25]。
- 2006年（平成18年）3月18日：夜行特急「利尻」「オホーツク」9・10号の季節列車への変更に伴う代替措置として「スーパーホワイトアロー」「ライラック」を増発[資料 58]。

### 「スーパーカムイ」の登場
- 2007年（平成19年）快速「エアポート」・特急「スーパーカムイ」
（2009年1月21日）

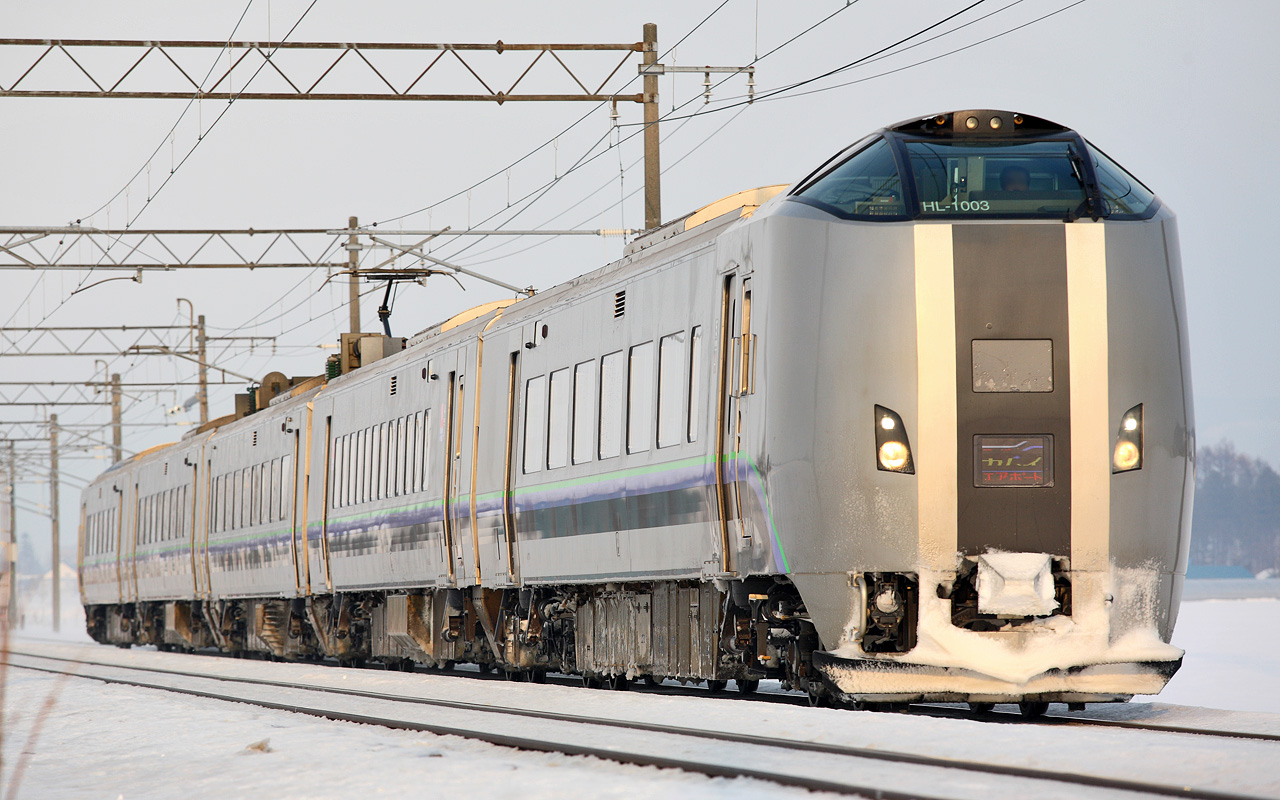
快速「エアポート」・特急「スーパーカムイ」
（2009年1月21日）

  - 2月14日：同年10月に「ライラック」に使用されていた781系電車の789系電車（1000番台）への置き換えに伴い、札幌駅 - 旭川駅間の電車特急全列車が最高速度130km/hでの運転に統一されることから、愛称を統一することが発表される。同時に、新列車の愛称を公募[資料 59]。
  - 4月28日：183系気動車により、札幌駅 - 旭川駅間に「旭山動物園号」を運行開始[資料 47][資料 44]。
  - 5月9日：新しい列車愛称名を「スーパーカムイ」に決定したことを公表[資料 3]。
  - 10月1日：エル特急「ライラック」と「スーパーホワイトアロー」が統合され、エル特急「スーパーカムイ」として運転開始[資料 43][記事 4]。
- 2008年（平成20年）3月15日：「スーパーカムイ」1往復（下り53号、上り50号）が「エアポート」（下り213号、上り200号）として直通するようになる[資料 60]。
- 2009年（平成21年）10月1日：ダイヤ改正[資料 61]。
  - 札幌駅 - 旭川駅間で「スーパー宗谷」1号→「旭山動物園号」、「スーパーカムイ」3号→「スーパー宗谷」1号と「旭山動物園号」→「スーパーカムイ」5号の運行時刻がそれぞれ入れ替わるとともに、「スーパー宗谷」1号は札幌7時48分発に、「旭山動物園号」の札幌駅発車時刻は8時30分に繰り下げられ、旭川駅には従来と同じ10時07分に到着するダイヤにそれぞれ変更[資料 38]。
  - 札幌駅 - 旭川駅間の「スーパーカムイ」は下り全列車の所要時間が1時間20分となる。
  - 「スーパーカムイ」の車内公衆電話サービスが終了[資料 62]。
- 2010年（平成22年）
  - 1月29日：深川駅 - 妹背牛駅間を走行中の旭川駅発札幌駅行き「スーパーカムイ24号」（789系1000番台・HL-1005編成）とダンプカーが衝突、先頭車（クハ789-2005）が脱線・大破するなど乗客ら25人が重軽傷を負う事故（函館本線踏切事故）が発生[記事 8]。
  - 12月4日：昼間帯の「スーパーカムイ」4往復の運転を取りやめ。札幌発12時半の「スーパーカムイ21号」はその直後の「サロベツ」の停車駅に美唄駅・砂川駅を追加することで代替え[資料 63][資料 64][資料 65]。
- 2012年（平成24年）10月27日：「スーパーカムイ」4号の運転時刻を繰り上げる[資料 66]。
- 2013年（平成25年）
  - 5月5日：奈井江駅 - 茶志内駅間を走行中の旭川発札幌行き「スーパーカムイ6号」（789系1000番台、HL-1002編成）で、1号車（クハ789-1002）床下の車軸付近から出火。臨時停車した茶志内駅で車掌が消火器で消し止めた[資料 67][資料 68][記事 9]。
  - 11月1日：以下のようにダイヤ変更[資料 1][資料 69][記事 10]。
    - 「スーパーカムイ」1往復（下り13号、上り16号）が運休となる。
    - 最高速度を120 km/hに引き下げる。これに伴い、札幌発旭川行きの列車は終点の旭川駅の到着時刻が5分繰り下げとなり、所要時間が1時間25分 - 29分となる。旭川発札幌行きの列車は始発駅の旭川発の時刻が5分繰り上げとなり、所要時間が1時間25分となる（5分増延、早朝の時間帯を除く）。
- 2014年（平成26年）8月30日：前年11月1日の1往復（下り13号、上り16号）運休に伴う欠番を解消。これにより、号数は1 - 46号に変更[資料 70]。
- 2016年（平成28年）3月26日：ダイヤ改正により下記のように変更[資料 71]
  - 新千歳空港駅 - 札幌駅間の快速「エアポート」への直通運転を終了し（札幌駅で系統分離）、全列車が札幌駅 - 旭川駅間の運転となる。
  - 「スーパーカムイ」1号の時刻が16分繰り上がって旭川駅到着は8時00分となり、同駅8時08分発宗谷本線名寄行きの普通列車に接続する。
  - 札幌駅 - 旭川駅間の所要時間が1時間29分の列車は、全て1時間25分となる。
  - 旭川駅8時30分発以降の列車は、発車時刻を毎時00分または30分にする。
- 2017年（平成29年）1月12日：札幌駅発旭川駅行き特急「スーパーカムイ23号」が、乗務員用の乗降ドアが開いた状態で、札幌駅から苗穂駅付近まで走行するトラブルが発生。車掌が札幌駅を発車する際に確認を怠ったためで、車掌が車内の巡回を終えて戻った際に気づき、すぐにドアを閉めた[記事 11]。

### 特急「カムイ」「ライラック」
- 2017年（平成29年）
  - 3月4日：ダイヤ改正により前年まで「スーパー白鳥」に運用されていた789系0番台電車を札幌駅 - 旭川駅間に投入し、同区間の特急列車を以下の運用に変更。なお、同改正で道内特急における「エル特急」の呼称が廃止された[資料 2]。
    - 札幌駅 - 旭川駅間の電車特急を23往復から24往復に増発し、列車名を以下の通り再編。
      - 789系1000番台（5両編成・普通車のみ・uシート連結）を使用する列車（10往復）を（「スーパーカムイ」改め）「カムイ」とする。
      - 789系0番台（6両編成・グリーン車連結・uシートなし）を使用する列車（14往復）の愛称を「ライラック」とする。
      - 号数は「カムイ」「ライラック」で通し番号。785系は同区間での運用を終了。

    - 札幌発着で宗谷本線・石北本線直通の気動車特急を7往復から3往復に減便（旭川発着に運転区間短縮）し、「ライラック」のうち4往復が旭川駅で、稚内駅発着の特急「サロベツ」2往復、網走駅発着の特急「大雪」2往復と同一ホームで接続するダイヤとする。

  - 7月 - 8月：7月と8月の土日祝の「ライラック」5・38号を、特急「ライラック旭山動物園号」として運転開始[資料 8][資料 9]。以降、1月・2月も同様に運転[資料 72]。
    - 同列車は車両・ダイヤともに通常と同一（789系0番台）であるが、グリーン席を発売せず、「記念撮影スペース」とし、記念撮影用シートを設定する。

  - 12月29日 - 31日：下り臨時列車「カムイ63号」を札幌駅 - 旭川駅間で運転。翌年1月2日・3日には上り臨時列車「カムイ70号」を同区間で設定[資料 73]。
- 2018年（平成30年）9月10日 - 9月19日：北海道内の電力供給量の不足に伴い、上り5本・下り5本を運休[資料 74]。
- 2020年（令和2年）
  - 3月23日：新型コロナウイルス感染症（以下、COVID-19と表記）の影響で、上り5本（「カムイ」8・12・28・42号、「ライラック」38号）・下り5本（「カムイ」9・29・45号、「ライラック」21・39号）を運休[資料 75][資料 76]。「カムイ」19号は「ライラック」の車両を使用しての運転となる[資料 76]。当面4月23日までの措置とされたが、3月31日に、同年5月6日までの継続[資料 77]、4月15日に同年5月31日までの継続[資料 78]が発表され、5月20日には当面の運休継続と、同年6月14日より新たに上下各1本（「ライラック」34・35号）を運休することを発表している[資料 79]。
  - 6月10日：JR北海道が、同年5月25日の国の「緊急事態宣言」解除以降、ビジネス利用を中心に利用が回復傾向であること、「3密状態」を回避することを理由に、以下の措置を実施することを発表[資料 80]。
    - 同年6月14日より予定していた上下各1本（「ライラック」34・35号）の運休を取りやめ。
    - 同年7月1日より運休していた全列車を運転再開。

  - 10月14日：JR北海道が、COVID-19の影響で、2021年春に、現行の上下2本を臨時列車としての運行を検討していることを発表[資料 81]。
- 2021年（令和3年）
  - 3月13日：ダイヤ改正により、以下の通りに変更。
    - 2往復（「カムイ」9・28・29・42号）を土休日運転（お盆や年末年始なども含む）に変更[資料 4][資料 5]。
    - 上記2往復の列車番号を2000M+号数から8000M+号数に変更[26]。

  - 6月5日：COVID-19の影響で、2往復（「カムイ」9・28・29・42号）の土休日運転を取りやめ[資料 82][資料 83]。
  - 9月15日：JR北海道が、来春のダイヤ見直しで、「ライラック」2本の臨時列車化、土休日運転の2往復（「カムイ」9・28・29・42号）の運転日縮小を検討していることを発表[資料 84]。
  - 11月3日：土休日運転を取りやめていた2往復（「カムイ」9・28・29・42号）の運転を再開[資料 85]。
- 2022年（令和4年）3月12日：ダイヤ改正により、以下の通りに変更[資料 86]。
  - 「ライラック」38・39号を臨時列車化し、繁忙期（連休の前日や最終日などの利用が多く見込まれる日）のみの運転に変更。
  - 「カムイ」9・28・29・42号の運転日を繁忙期（ゴールデンウイーク、お盆、雪まつり開催期間）のみの運転に変更。
- 2024年（令和6年）3月16日：「ライラック」「カムイ」共に指定席の両数を拡大[資料 87][資料 88]。

### 将来的な構想
2024年4月1日に公表された「JR北海道グループ中期経営計画2026」では、北海道新幹線札幌延伸後に在来線の改良による高速化（軌道強化・線形改良・最高速度の向上・高架化による踏切解消など）を行い、札幌駅 - 旭川駅間（136.8km）の所要時間短縮（最速1時間25分（2024年時点）から最速60分）を目指す構想が示されている。

## 商標
「ライラック」「ス－パ－ホワイトアロ－」「フラノラベンダーエクスプレス」は、北海道旅客鉄道が商標として登録している
。
| 登録項目等 | 内容等                   |
| ---------- | ------------------------ |
| 商標       | ライラック               |
| 称呼       | ライラック               |
| 出願番号   | 商願平04-270863          |
| 出願日     | 1992年(平成4年)9月29日   |
| 登録番号   | 第3021048号              |
| 登録日     | 1995年(平成7年)1月31日   |
| 権利者     | 北海道旅客鉄道株式会社   |
| 役務等区分 | 39類（旅客車による輸送） |

| 登録項目等 | 内容等                                 |
| ---------- | -------------------------------------- |
| 商標       | ス－パ－ホワイトアロ－                 |
| 称呼       | ス－パ－ホワイトアロ－，ホワイトアロ－ |
| 出願番号   | 商願平04-270865                        |
| 出願日     | 1992年(平成4年)9月29日                 |
| 登録番号   | 第3021050号                            |
| 登録日     | 1995年(平成7年)1月31日                 |
| 権利者     | 北海道旅客鉄道株式会社                 |
| 役務等区分 | 39類（旅客車による輸送）               |

| 登録項目等 | 内容等                                         |
| ---------- | ---------------------------------------------- |
| 商標       | フラノラベンダーエクスプレス                   |
| 称呼       | フラノラベンダーエクスプレス，フラノラベンダー |
| 出願番号   | 商願2021-73263                                 |
| 出願日     | 2021年(令和3年)6月14日                         |
| 登録番号   | 第6478836号                                    |
| 登録日     | 2021年(令和3年)11月30日                        |
| 権利者     | 北海道旅客鉄道株式会社                         |
| 役務等区分 | 39類（旅客車による輸送）                       |